# Sam & Dave
Sam & Dave fue un duo de soul formado por Sam Moore y Dave Prater. Ambos eran experimentados cantantes de gospel y componentes de The Melionaires y The Sensational Hummingbirds.

## Historia
Samuel David Moore (12 de octubre de 1935) y David Prater (9 de mayo de 1937) se conocieron en 1961 en Miami, en The King of Hearts Club. En 1965 Jerry Wexler los oyó y los fichó para Atlantic, pero realizaron una asociación con Stax. Donde debutaron en 1966 con el álbum "You Don't Know Like I Know", comenzando así una serie de hits de la música soul. De estos éxitos destacan temas como "Hold On! I'm Comin'" (1966); "You Got Me Hummin'" (1966); "When Something Is Wrong with My Baby" (1967); "Soul Man" (1967) y "I Thank You" (1968). Muchos de estos éxitos estaban escritos por Isaac Hayes y David Porter. En muchas de sus grabaciones, Hayes hacía los coros y participaba instrumentalmente con el piano, al igual que Booker T. & the M.G.'s, o The Memphis Horns. El final de su asociación con Stax, y su volátil relación contribuyó a que en 1970 llegara su primer fracaso musical.
A lo largo de los '70 se reunieron en diversas ocasiones, dando lugar a temas como "Come On, Come Over". En 1980 el dúo apareció en la película de Paul Simon "One-Trick Pony". En 1986 Sam Moore volvió a grabar "Soul man" junto a Lou Reed. En este tiempo se publicó que parte de las causas de la ruptura del dúo fueron las drogas, incluso David Prater fue arrestado por vender crack a un policía. El 9 de agosto de 1988 Prater falleció en un accidente de tráfico en Georgia.
Sam Moore apareció junto a Junior Walker en la película "Tapeheads" (1988). Tres años más tarde comenzó de nuevo su carrera en solitario, consiguiendo entrar en el top10 con la canción "Rainy night in Georgia", en la que participaba Conway Twitty. En 1998 apareció en la película "The Blues Brothers 2000" (1998) y en "Only de Strong Survive" (2002); en 2006 lanzaría su primer álbum en solitario, "Overnight Sensational".
En 1992 fueron incluidos en el Salón de la Fama del Rock and Roll en el que cantaría junto a Bruce Springsteen.

## Discografía

### Álbumes
- 1966: Hold On, I'm Comin'
- 1966: Double Dynamite
- 1967: Soul Men
- 1968: I Thank You
- 1975: Back At Cha
- 2006: "Overnight Sensational"

### Recopilatorios
- 1966: Sam & Dave
- 1969: The Best of Sam & Dave
- 1969: Double Golden Album
- 1978: Sweet & Funky Gold
- 1982: Soul Study Volume 1
- 1982: Soul Study Volume 2
- 1984: I Can't Stand Up for Falling Down
- 1984: The Best of Sam & Dave
- 1985: Soul Sister, Brown Sugar